# Le Malesherbois
Le Malesherbois – gmina we Francji, w Regionie Centralnym, w departamencie Loiret. W 2013 roku liczba ludności na terenie obecnej gminy wynosiła 8114 mieszkańców. 
Gmina została utworzona 1 stycznia 2016 roku z połączenia siedmiu wcześniejszych gmin: Coudray, Labrosse, Mainvilliers, Malesherbes, Manchecourt, Nangeville oraz Orveau-Bellesauve. Siedzibą gminy została miejscowość Malesherbes.